# Óbidos
Óbidos es una villa portuguesa perteneciente a la comunidad intermunicipal del Oeste y a la región del Oeste e Vale do Tejo, con cerca de 3100 habitantes, forma parte del "Turismo do Centro" perteneciente a la histórica provincia de Estremadura. La vila dista de la capital Lisboa unos 88 km.
El nombre de Óbidos deriva del latín oppidum y significa «ciudadela», «ciudad fortificada». En sus proximidades se encuentra la población romana de Eburobrittium.

## Geografía
Es sede de un municipio con 142,17 km² de área y 11 924 habitantes (2021), subdividido en siete freguesias. El municipio está limitado al nordeste y al este por Caldas da Rainha, al sur por Bombarral, al sudoeste por Lourinhã, al oeste por Peniche y al noroeste tiene costa en el océano Atlántico.

### Demografía
| Gráfica de evolución demográfica de Óbidos entre 1864 y 2021 |
|                                                              |
| Datos según el nomenclátor publicado por el INE portugués.   |

### Freguesias
Las freguesias de Óbidos son las siguientes:
- A dos Negros
- Amoreira
- Gaeiras
- Olho Marinho
- Santa Maria, São Pedro e Sobral da Lagoa
- Usseira
- Vau

## Patrimonio
- Castillo de Óbidos
- Porta da Vila
- Praça de Santa Maria
- Iglesia de Santa Maria
- Iglesia da Misericórdia
- Iglesia de São Pedro
- Iglesia de Nossa Senhora de Monserrate
- Santuario do Senhor Jesus da Pedra
- Capilla de São Martinho
- Iglesia de São Tiago
- Acueducto
- Ermita de Nossa Senhora do Carmo
- Porta do Vale

## Galería de imágenes

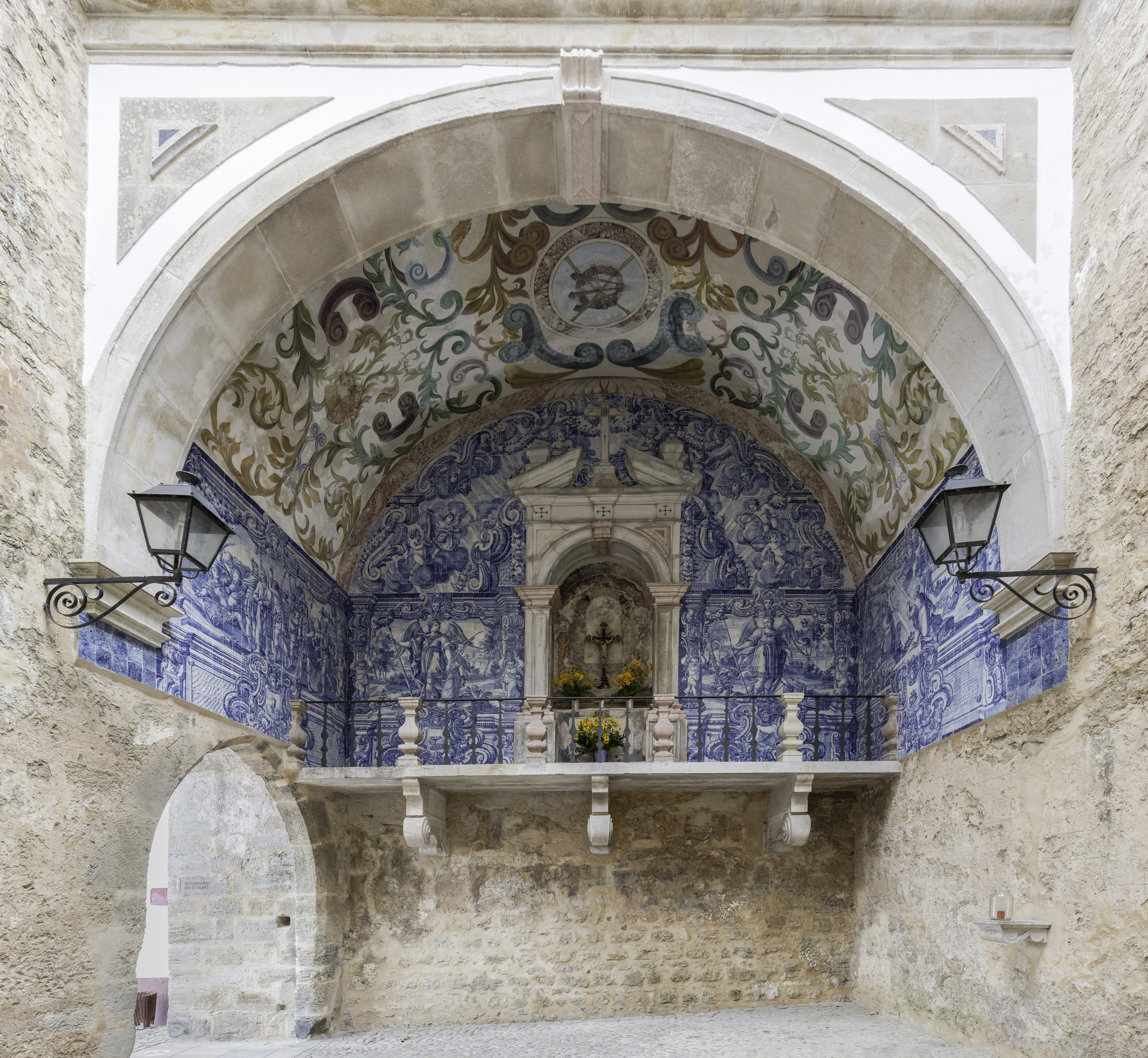
Porta da Vila.
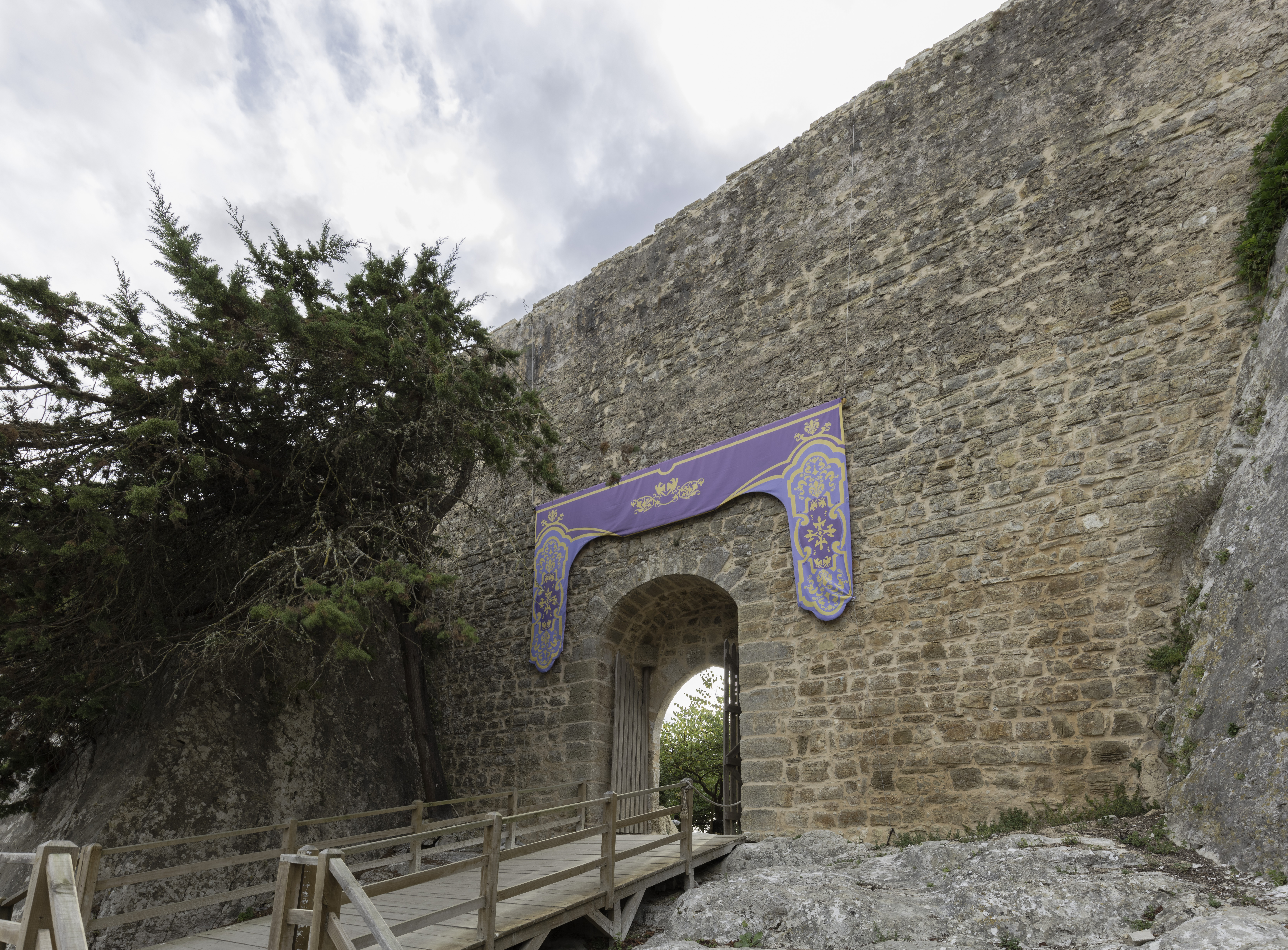
Porta da Talhada.
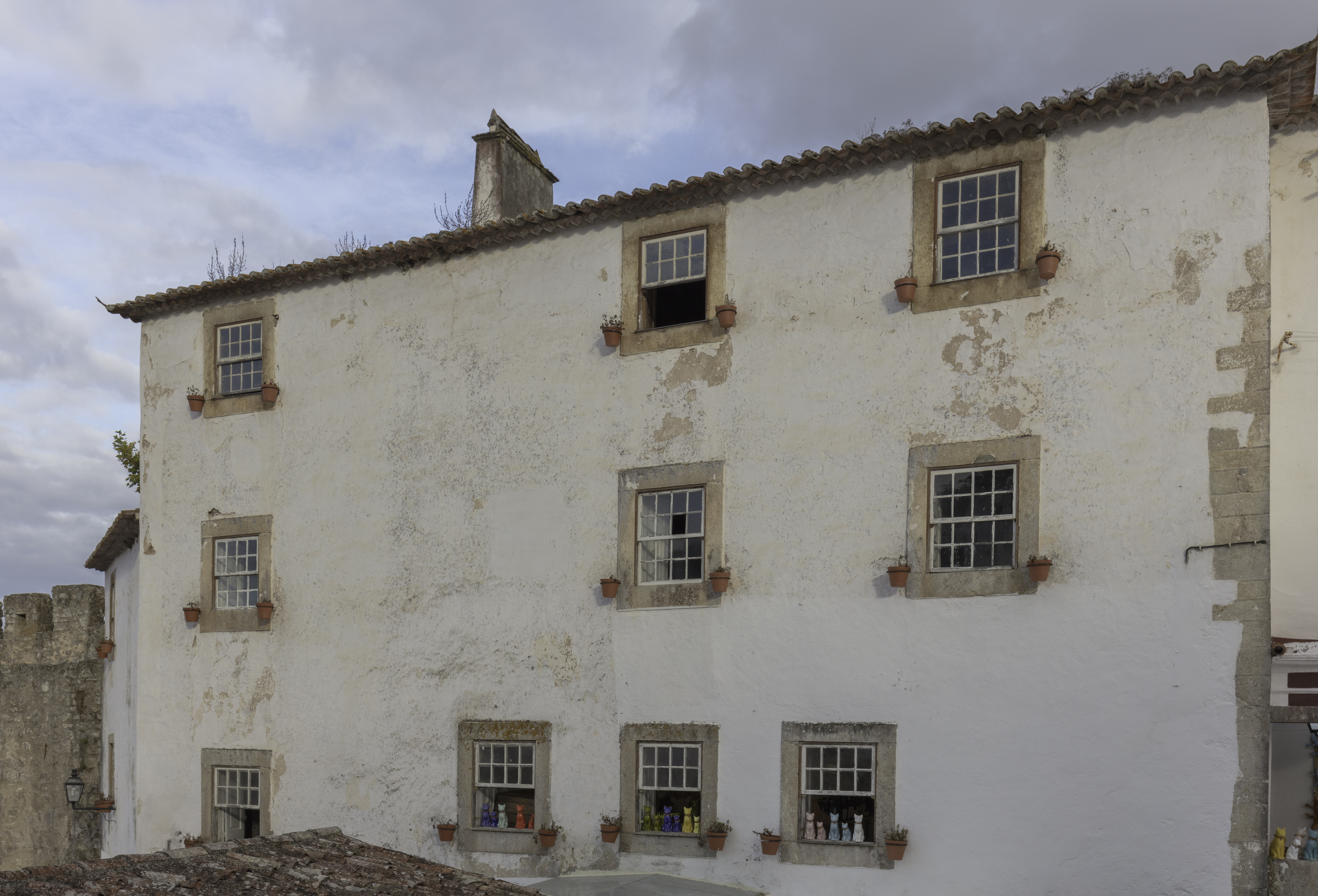
Arquitectura.
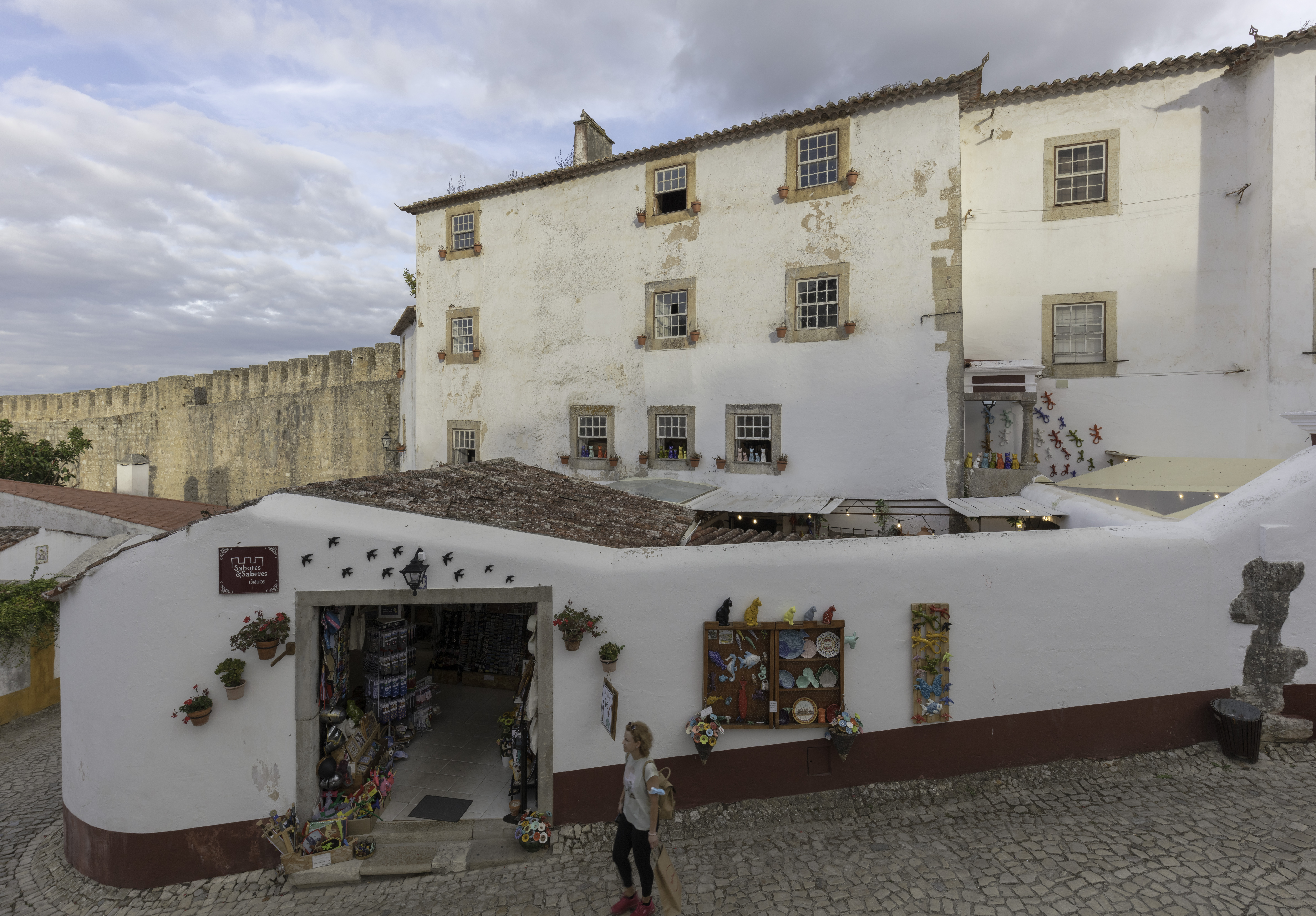
Comercio.
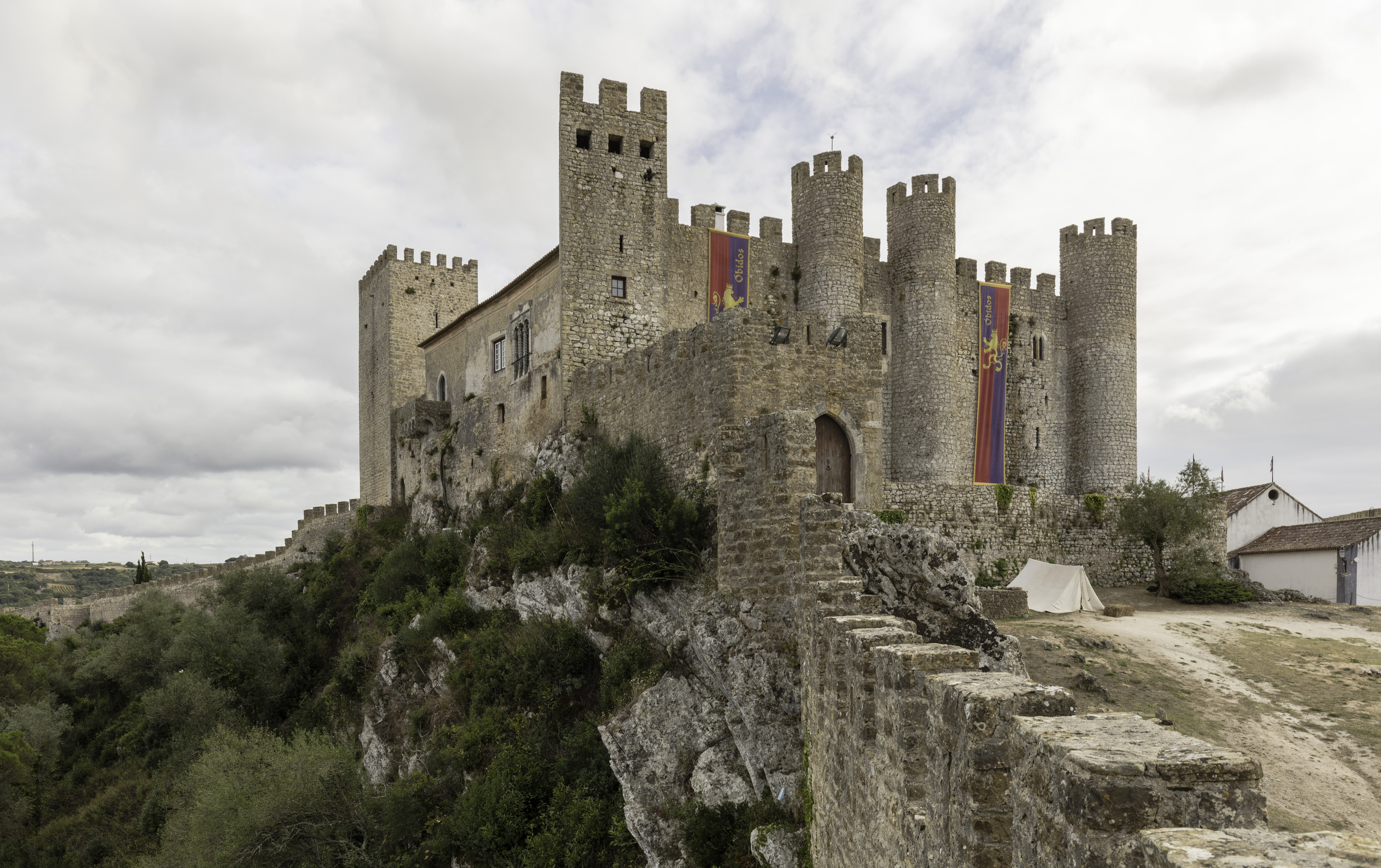
Castillo de Óbidos.
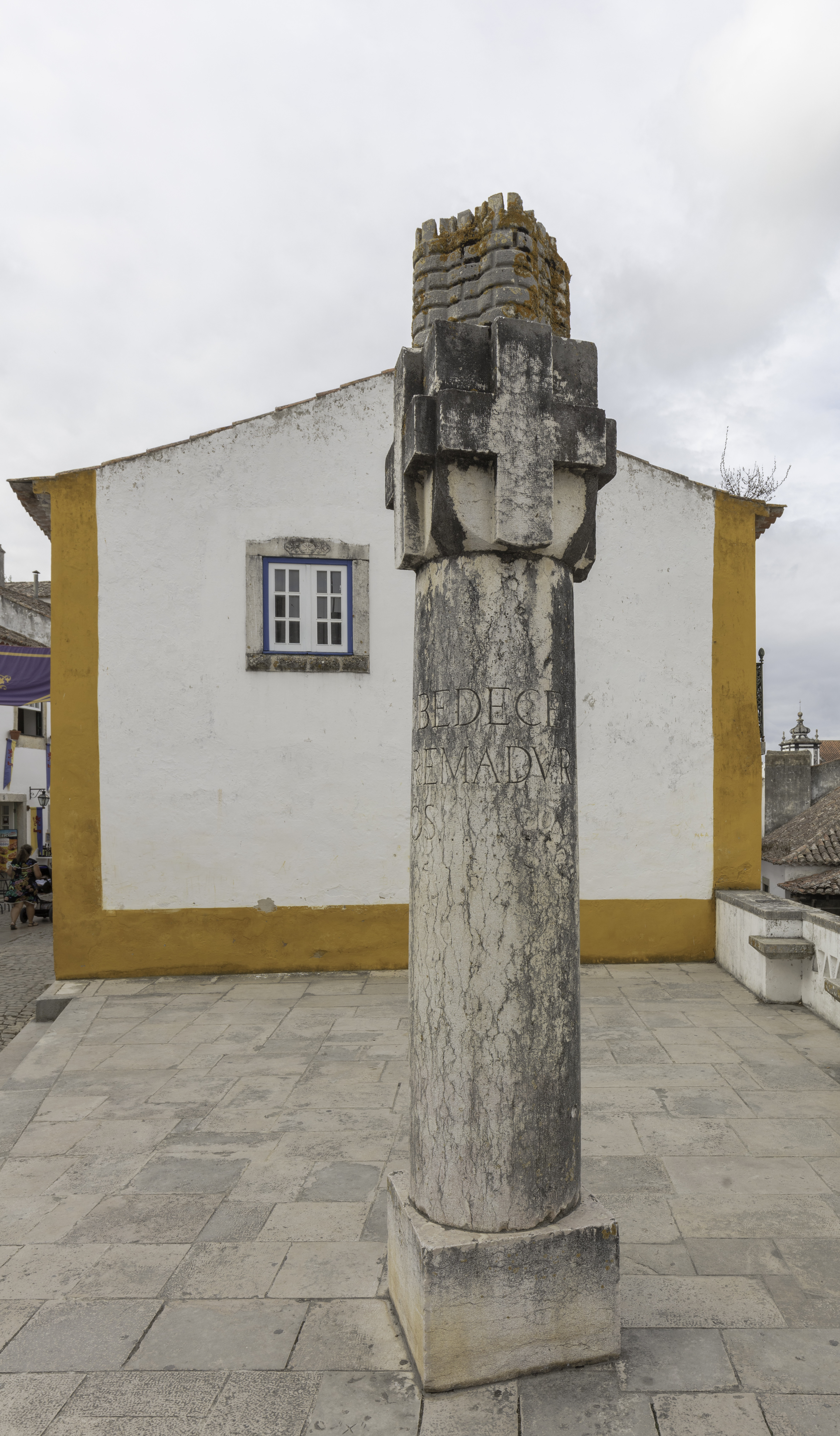
Padrão Camoniano.
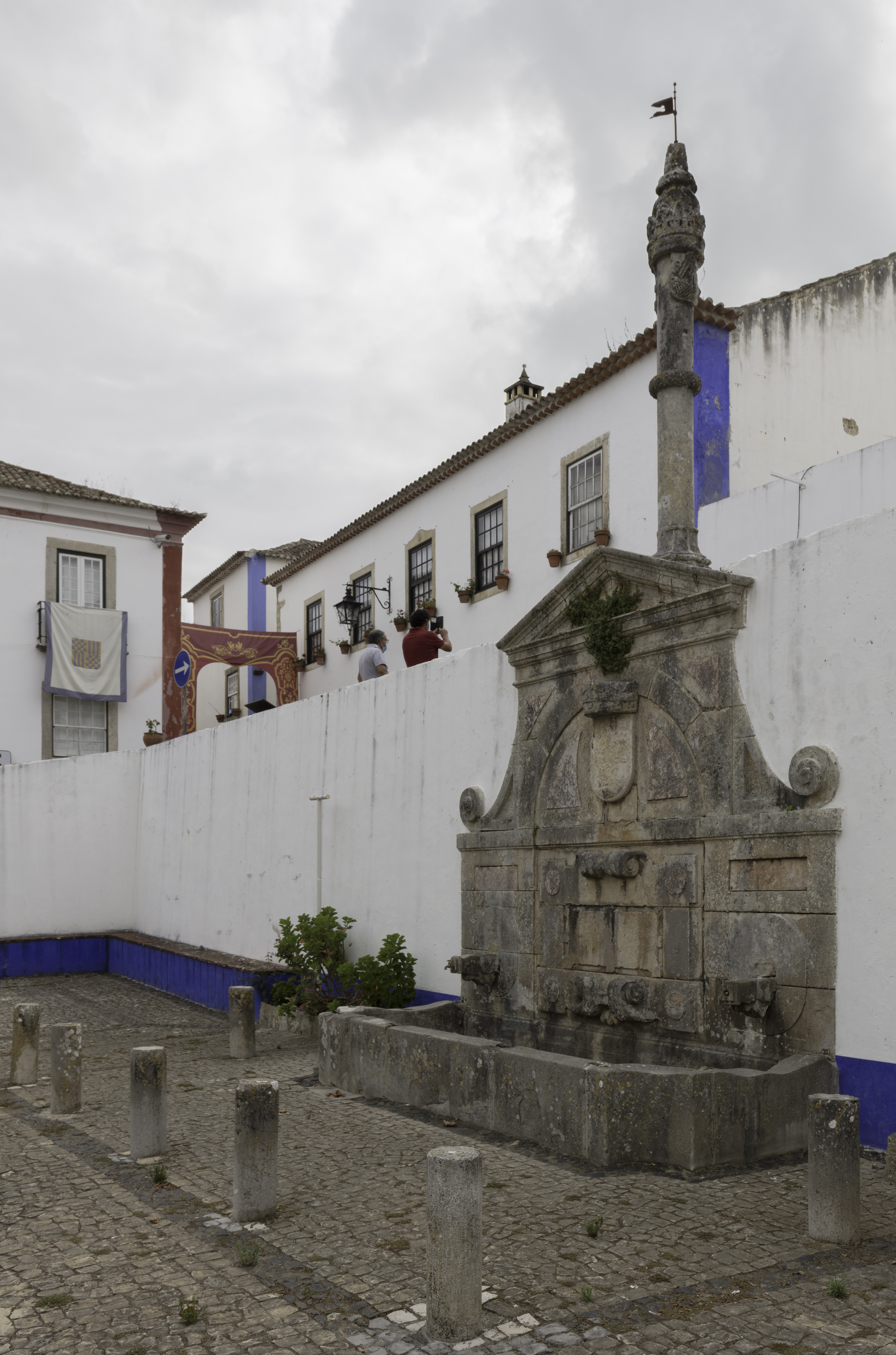
Chafariz da Vila.
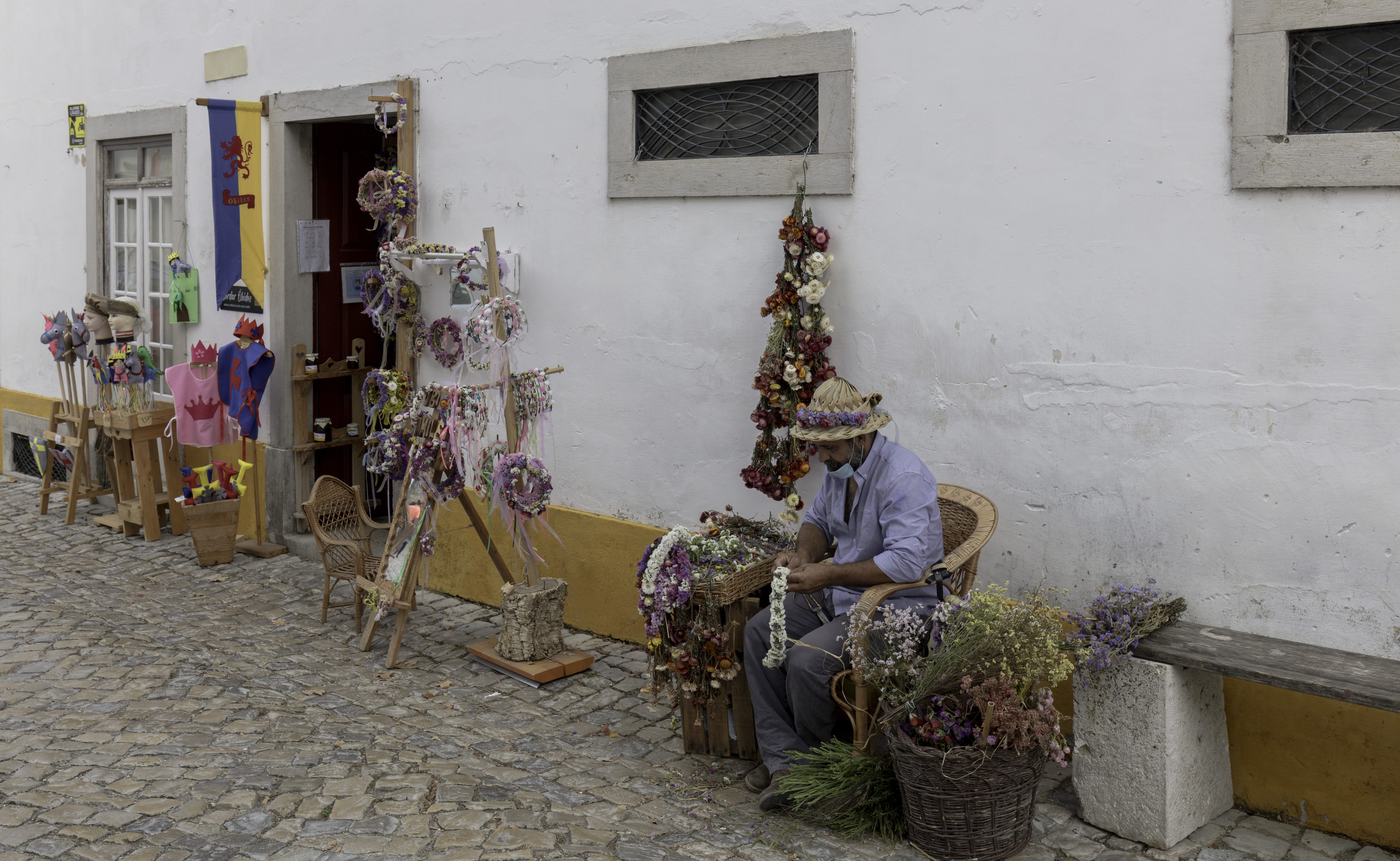
Artesanía.
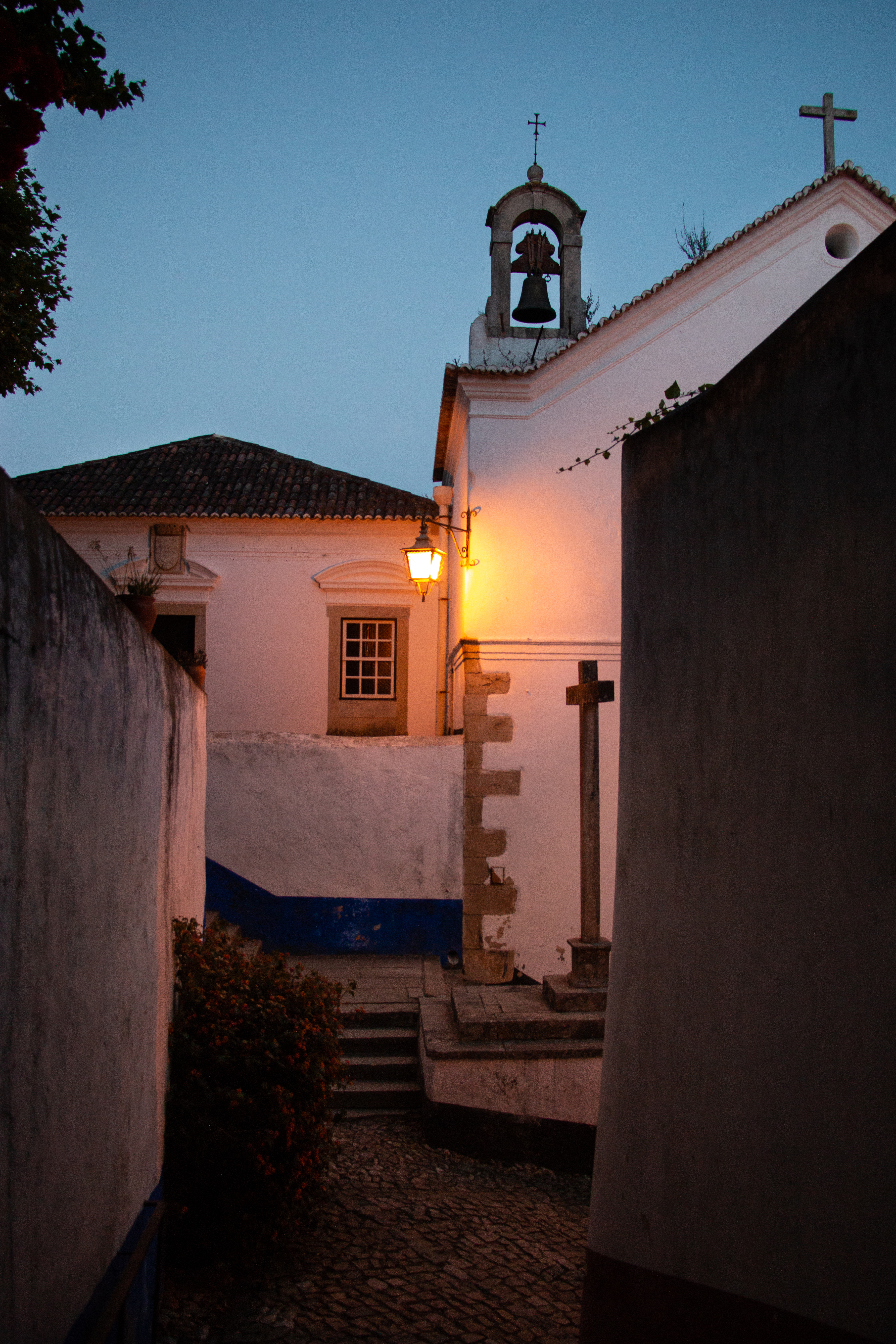
Igreja da Misericórdia